# Vieille ville de Lijiang
La vieille ville de Lijiang (丽江 ; pinyin : Lìjiāng ; littéralement « beau fleuve », en référence au Yangzi Jiang) est située dans la province du Yunnan, en Chine, au cœur de la région historique de peuplement de la minorité Naxi. Elle constitue un quartier de la ville actuelle de Lijiang.
Elle a été inscrite en 1997 sur la liste du patrimoine mondial en tant que « ville ancienne exceptionnelle sise dans un paysage spectaculaire ».

## Histoire
L'histoire de la ville de Lijiang remonte au XIIIe siècle, sous la dynastie des Song du Sud, lorsque les ancêtres de la famille régnante Mu s'installent dans la nouvelle cité de Dayechang, qui prendra plus tard le nom de Dayan. La ville devient rapidement un centre administratif sous l'impulsion de la dynastie Yuan, qui y crée un système de tusi en 1253 puis le siège d'une préfecture en 1382 lors de la prise de contrôle par la dynastie Ming. La politique menée par la lignée héréditaire des tusi de Lijiang incarnée par la famille Mu (木), qui en aura la charge jusqu'en 1723, permettra l'agrandissement et l'embellissement constants de la ville.

## Structure urbaine

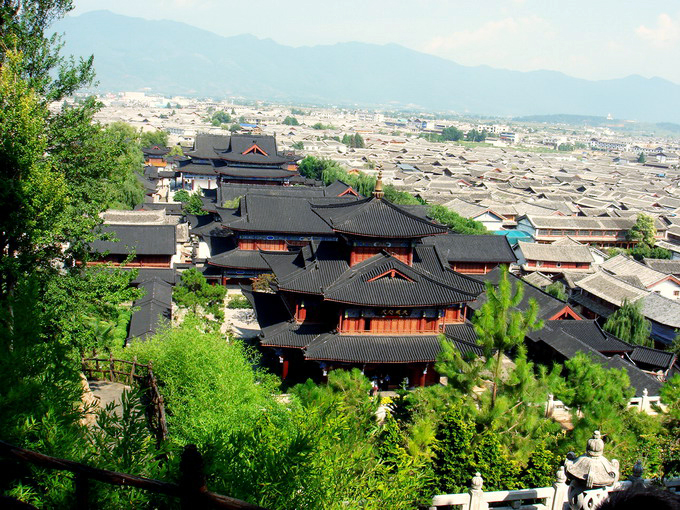
Vue générale

La vieille ville de Lijiang, édifiée sur les pentes du mont Shizi, est tournée vers le sud-est et surplombe la vallée du fleuve Yangzi (appelé localement Jinsha), quelques dizaines de kilomètres après sa sortie des gorges du Saut du tigre.
Contrairement à d'autres villes chinoises anciennes, la vieille ville n'est pas dotée d'une structure urbaine régulière, car elle a dû s'intégrer à un environnement naturel que sa situation à 2 400 m d'altitude entre les trois montagnes qui l'enserrent, les cours d'eau qui la traversent, et l'importante activité sismique de la région, rendent unique.
La ville n'a jamais non plus été entourée de remparts. Une histoire circule d'ailleurs à ce sujet : le caractère chinois mù (木), nom de la famille qui a régné plusieurs siècles sur Lijiang, placé dans un cadre représentant les remparts, devient le caractère kùn (困), qui a pour signification siège ou situation difficile ; les Mu ne souhaitant pas se retrouver « piégés comme des rats » à l'intérieur de la ville, ce serait la raison pour laquelle aucun rempart n'a jamais été construit autour de Lijiang.
L'absence d'une structure urbaine régulière n'empêche cependant pas la ville de posséder une grande harmonie architecturale. En effet, si les constructions ont été conçues pour tirer le meilleur parti de la nature particulière de chaque terrain, le style en reste néanmoins très homogène, intégrant à la fois les traditions architecturales des plaines centrales de la Chine, des Bai et des Tibétains, et les innovations apportées par les populations locales Naxi, notamment pour se protéger du soleil, du froid, des inondations et des tremblements de terre.

## Le réseau des canaux

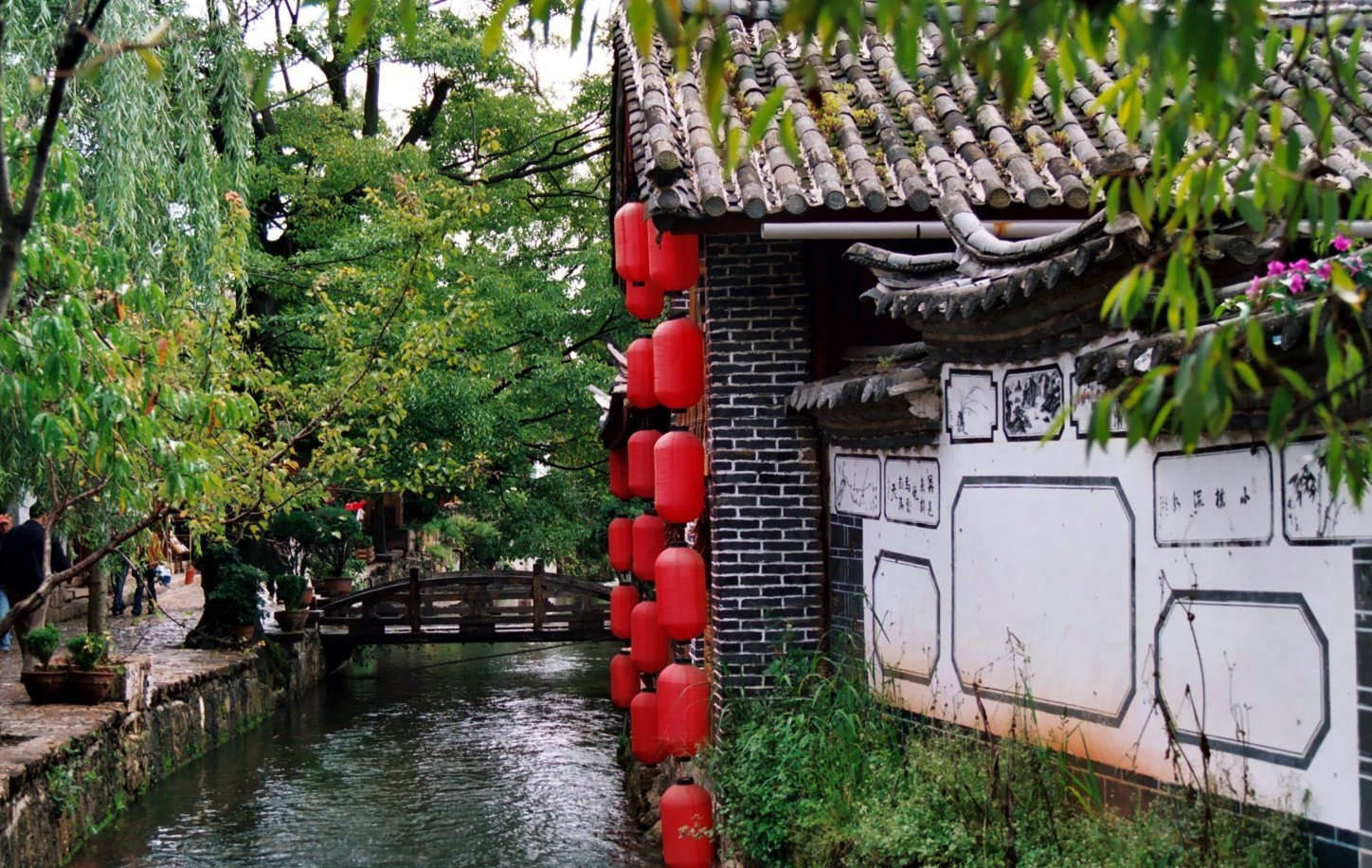
Canal dans la vieille ville de Lijiang

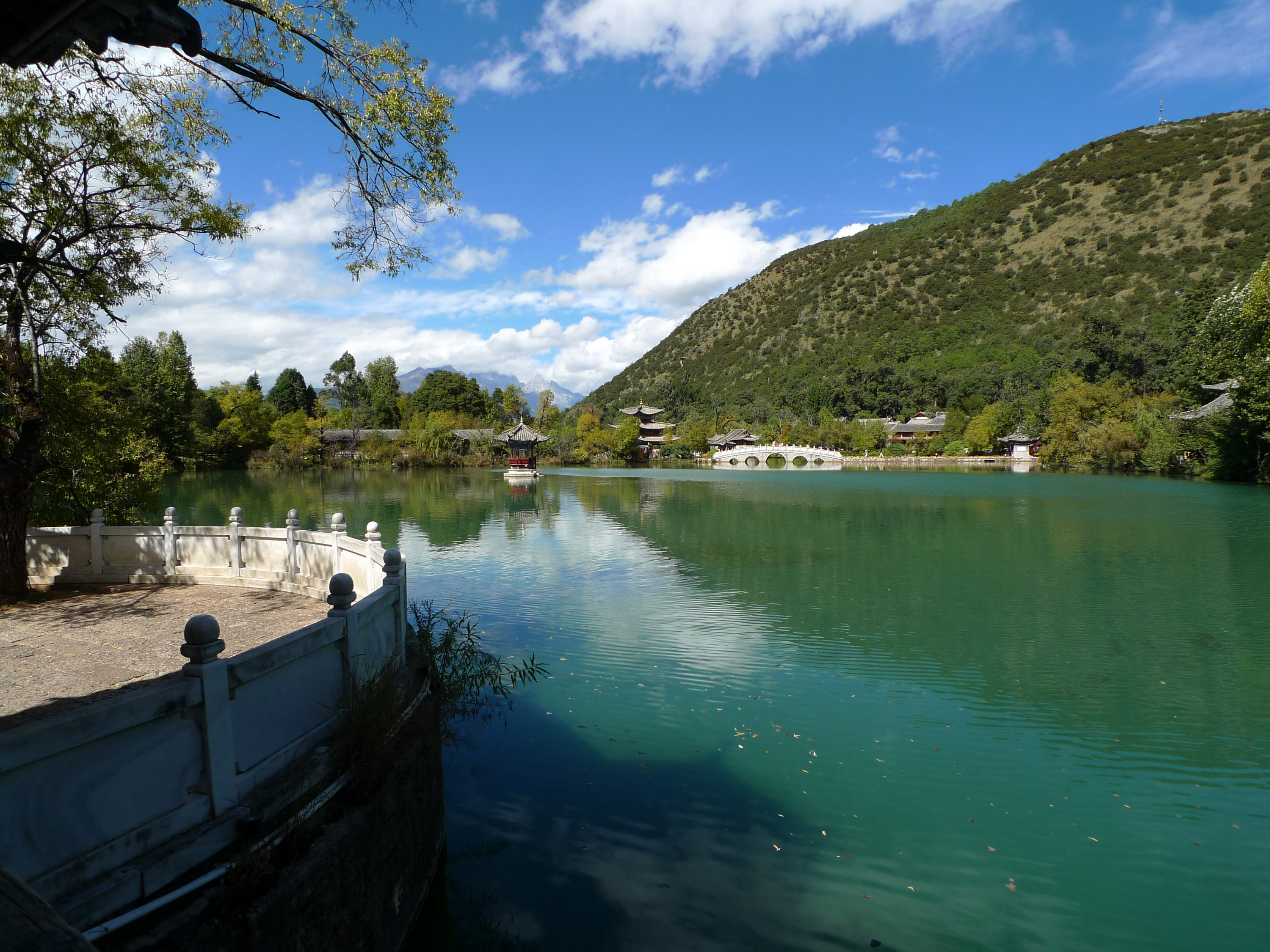
Bassin du Dragon Noir

La vieille ville de Lijiang est irriguée par un cours d'eau provenant du Heilongtan (黑龙潭, Bassin du Dragon Noir), lac d'une superficie de 40 000 m2 où se rassemblent les eaux de plusieurs dizaines de sources de montagne. À l'entrée de la ville, celui-ci se sépare en trois branches, les fleuves de l'Est, du Centre et de l'Ouest, qui alimentent un réseau de canaux et de rigoles auquel toutes les maisons sont raccordées.
Les nombreux canaux qui sillonnent la ville sont traversés par 354 ponts, ce qui explique que Lijiang porte aussi le nom de « ville des ponts ». Leurs formes sont multiples, des ponts les plus simples en planches de bois jusqu'au « ponts-corridors » qui permettent de s'abriter de la pluie, en passant par de plus classiques ponts de pierre, dallés ou à arche.

## Les maisons d'habitation

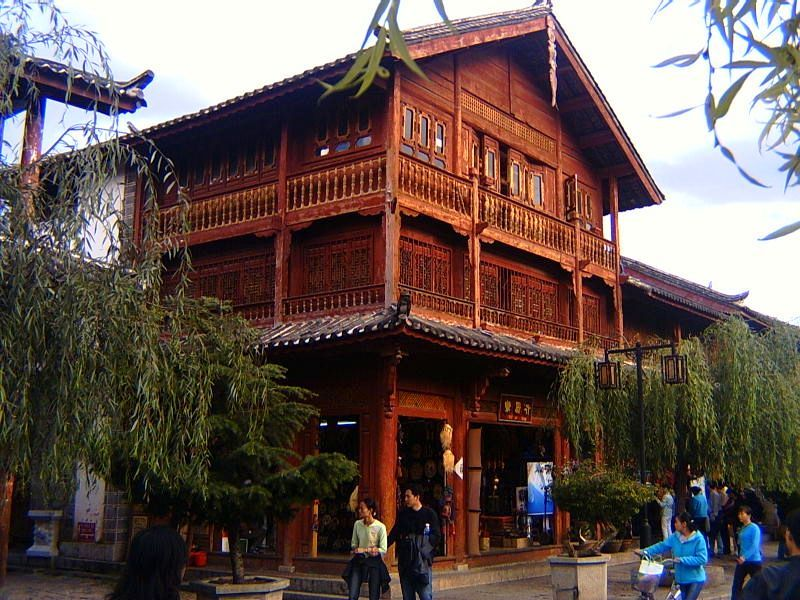
Maison en bois sculpté

Les maisons d'habitation sont le plus souvent à deux étages, d'une hauteur de 7,5 m environ, plus rarement à trois étages. Leur structure de base, assise sur des fondations en pierre, est à colombage, l'ossature de bois étant généralement remplie de briques de terre crue au rez-de-chaussée et de planches aux étages supérieurs. Le revêtement des murs extérieurs est variable : il peut être entièrement en bois, ou encore en plâtre revêtu d'un badigeon à la chaux, mais le toit est toujours de tuiles. Les maisons disposent fréquemment d'une véranda ou d'un couloir extérieur.
Une grande importance est accordée à la décoration extérieure : les éléments de bois visibles, encadrement de portes et de fenêtres, poutres des toits, voûtes, sont abondamment sculptés de représentations de la vie ou de la culture, et les pavages des cours intérieures représentent souvent des thèmes folkloriques ou des motifs animaux ou végétaux, notamment des fleurs, des oiseaux ou des poissons.
Un soin particulier a été apporté à divers détails de construction, dans le but d'accroître la résistance des bâtiments aux séismes. Par exemple, les encadrements de bois des portes et fenêtres sont flexibles, et les madriers verticaux sont légèrement inclinés vers l'intérieur.
De nombreux panneaux et devantures sont écrits non seulement en chinois mais également en dongba, l'écriture purement pictographique utilisée par les Naxi.

## Source
- (en + fr) Document d'évaluation (1997) Évaluation préalable à l'inscription au patrimoine mondial réalisée par l'ICOMOS